# Ponte Serrada
Ponte Serrada este un oraș în Santa Catarina (SC), Brazilia.